# 奥恩河畔莫库尔
奥恩河畔莫库尔（法語：Maucourt-sur-Orne，法語發音：[mokuʁ syʁ ɔʁn]）是法国默兹省的一个市镇，位于该省中北部偏东，属于凡尔登区。

## 地理
奥恩河畔莫库尔（49°14'55"N, 5°30'32"E）面积6.43 平方千米，位于法国大東部大區默兹省，该省份为法国西北部内陆省份，北与比利时接壤，西接马恩省和阿登省，南至上马恩省和孚日省，东临默尔特-摩泽尔省。
与奥恩河畔莫库尔接壤的市镇（或旧市镇、城区）包括：伯宗沃、迪耶普苏杜欧蒙、然克雷、格勒米伊、莫日维尔、奥尔讷。

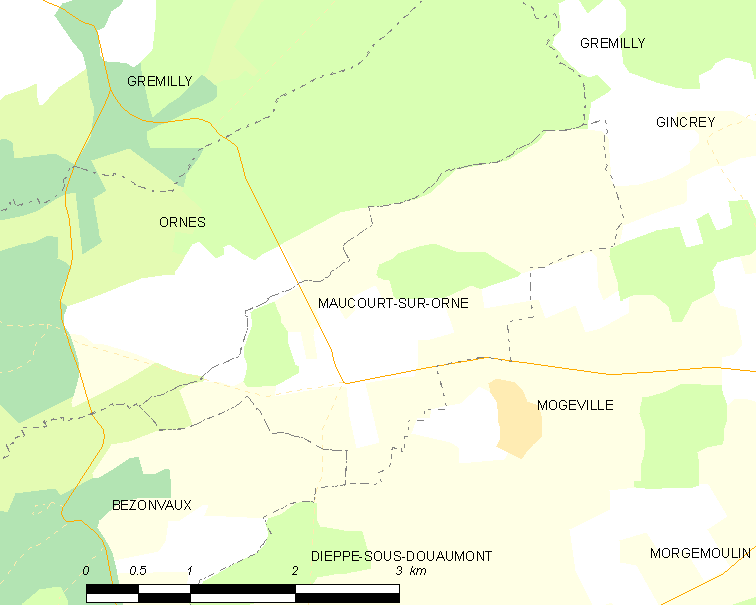
奥恩河畔莫库尔的OSM定位图

奥恩河畔莫库尔的时区为UTC+01:00、UTC+02:00（夏令时）。

## 行政
奥恩河畔莫库尔的邮政编码为55400，INSEE市镇编码为55325。

## 政治
奥恩河畔莫库尔所属的省级选区为默兹河畔贝尔维尔县。

## 人口

1962-2008年间奥恩河畔莫库尔人口变化图示

奥恩河畔莫库尔于2022年1月1日时的人口数量为49人。